# Oh! penelope
oh! penelope（オー!ペネロープ）は、「詩人の血」のメンバーである辻睦詞と渡辺善太郎が結成したユニット。1995年Epic/Sony Recordsからデビューし、1997年活動停止した。

## メンバー
- 辻睦詞（ボーカル）
- 渡辺善太郎（ギター）

## ディスコグラフィー

### シングル
- Kind of Funny（1995年2月22日）
- Happy Song（1995年5月21日）
- Seaside Now!（1996年8月21日）

### ミニアルバム
- Oh! penelope（1995年1月21日）

「Vertigo High」に矢野顕子(vo.)、富家哲(pf.)が参加。
- Photograph（1995年10月21日）

「Photogragh」に青木達之(dr.)、バカボン鈴木(ba.)、西本明(key)らが参加。

### アルバム
- Milk&Cookies（1997年3月1日）

「ROMANCE」はミッキー・カーチスに提供された楽曲。アルバム「MR.RAINBOW」に収録された。
ゲストミュージシャンとしてCHARA、ACOらが参加。
- Let's Fly The Ad-Balloon（2017年11月3日）

アナログ盤

## タイアップ一覧
| 使用年 | 曲名       | タイアップ                               |
| ------ | ---------- | ---------------------------------------- |
| 1995年 | Happy Song | 「'95 夏の北海道」ラジオCMイメージソング |